# Burnatia enneandra
Burnatia enneandra är en svaltingväxtart som beskrevs av Marc Micheli. Burnatia enneandra ingår i släktet Burnatia och familjen svaltingväxter. Inga underarter finns listade.